# Different
「Different」(ディファレント) は、BAND-MAIDの7作目のシングル。2020年12月2日発売。発売元は日本クラウン。

## 概要
- 同時発売された前作「glory」、「Bubble」から約1年11か月ぶりにリリースされた。
- 表題曲は、テレビアニメ『ログ・ホライズン 円卓崩壊』のオープニングテーマとして書き下ろされた[4]。
- 本シングルを最後に日本クラウンからポニーキャニオンに移籍するため、シングル発売後にリリースされたアルバム『Unseen World』には収録されない[5]。
- 「Don't be long」はB面曲で初のインストゥルメンタルとなっている。

## 収録曲
| #         | タイトル                                                                   | 作詞        | 作曲      | 編曲      | 時間 |
| --------- | -------------------------------------------------------------------------- | ----------- | --------- | --------- | ---- |
| 1.        | 「Different」(テレビアニメ『ログ・ホライズン 円卓崩壊』オープニングテーマ) | MIKU KOBATO | BAND-MAID | BAND-MAID | 3:33 |
| 2.        | 「Don’t be long」                                                          | —           | BAND-MAID | BAND-MAID | 3:19 |
| 3.        | 「Different」(89sec Ver.)                                                  |             |           |           | 1:30 |
| 合計時間: | 合計時間:                                                                  | 合計時間:   | 合計時間: | 合計時間: | 8:22 |

## 店舗特典
- タワーレコード
  - 「Different」B2サイズ販促告知ポスター[8]
- 楽天ブックス
  - 「Different」サブA写柄オリジナルステッカー[9]
- Neowing / CDJapan
  - L判サイズ サブA写柄オリジナルブロマイド[10]
- Amazon
  - メガジャケ[11]
- 応援店特典
  - A5クリアファイル[3]

## クレジット

### BAND-MAID
- 小鳩ミク（Gt/Vo）
- SAIKI（Vo）
- KANAMI（Gt）
- AKANE（Dr）
- MISA（Ba）

### Staff
- Masayoshi Yamamoto (Recording Engineer)
- Masahiko Fukui (Mixing Engineer)
- Akira Saito (Art Direction)
- Kyoko Ando (Design)